# Isobel Graham Finlayson
Isobel Graham Finlayson (Inglaterra, 20 de janeiro de 1811 — Londres, 22 de agosto de 1890) foi uma escritora e artista inglesa.